# Streptosolen Jamesonův

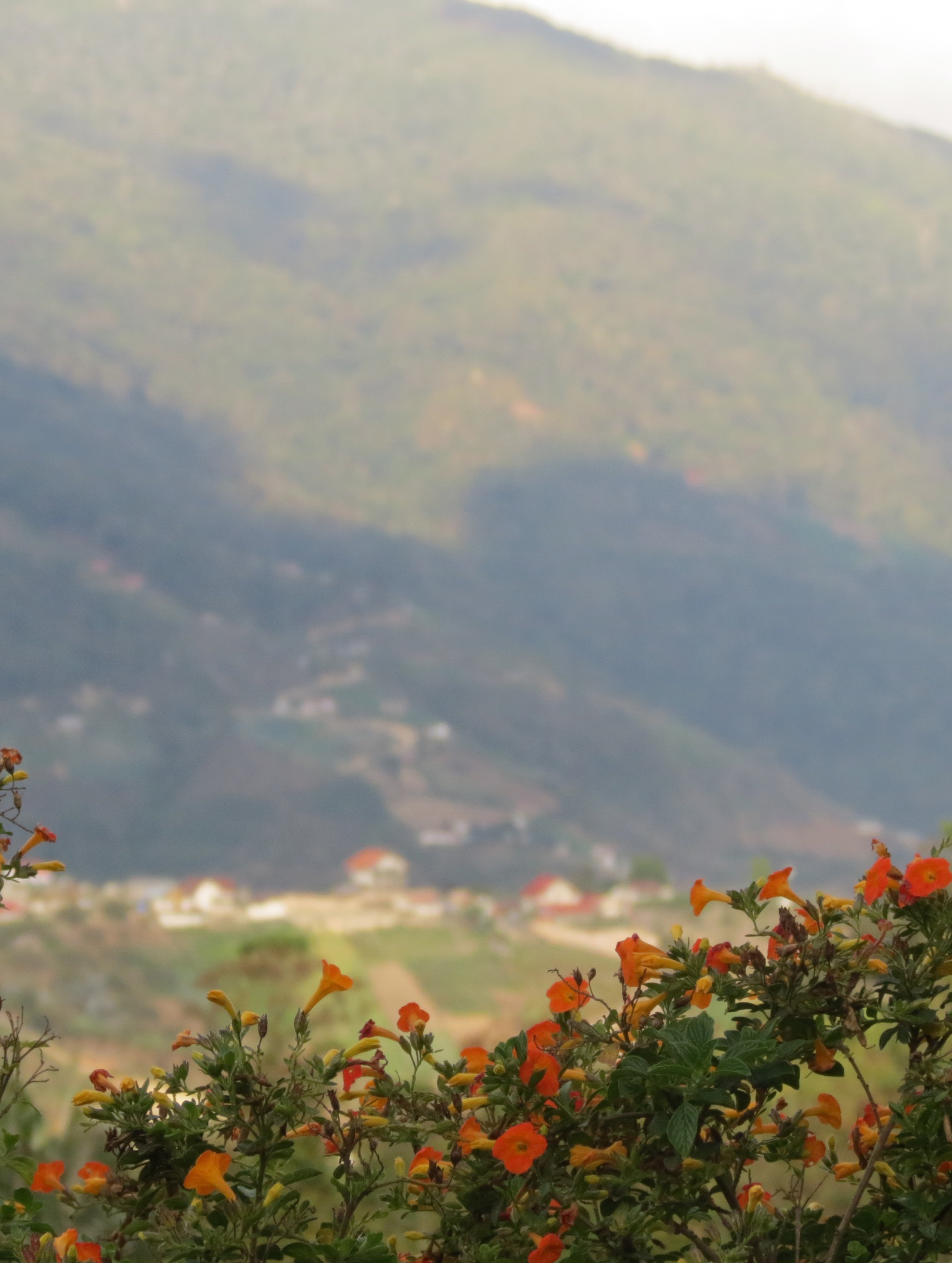
Streptosolen ve venezuelských horách

Streptosolen Jamesonův (Streptosolen jamesonii) je druh rostliny z čeledi lilkovité a jediný druh rodu streptosolen. Je to stálezelený keř s jednoduchými střídavými listy a pohlednými, žlutými až oranžovými květy, které opylují zejména kolibříci. Plodem je tobolka. Je to endemit jihoamerických And a přirozeně se vyskytuje pouze v Peru a Ekvádoru. V tropických a subtropických zemích bývá pěstován jako okrasný keř a v horských oblastech místy zdomácněl.

## Popis
Streptosolen je stálezelený nebo poloopadavý, drsně chlupatý, hustě větvený keř s dlouhými a úzkými větvemi, dorůstající výšky 1 až 2 metry. Odění se skládá z hojných žláznatých chlupů. Listy jsou střídavé, řapíkaté, 2 až 3 cm dlouhé, s vejčitě eliptickou, celokrajnou, jemně svraskalou čepelí.
Květy jsou lehce dvoustranně souměrné, oboupohlavné, pětičetné, stopkaté, resupinátní (otočené o 180 °), asi 2 cm dlouhé, uspořádané v koncových chocholíkovitých vrcholících.
Kalich je trubkovitý, zakončený 4 nebo 5 nestejnými zuby.
Koruna je zprvu žlutá, později oranžová, nálevkovitá, 20 až 30 mm dlouhá, se zelenavou, ve spodní části spirálovitě stočenou korunní trubkou a krátce pětilaločným lemem.
Tyčinky jsou pouze 4, horní pár má zkrácené nitky a drobnější prašníky než spodní pár.
Semeník je svrchní, v horní části pýřitý. Nese dlouhou, místy krabatou čnělku zakončenou dvourohou bliznou. Kolem báze semeníku je kruhovité nektárium.
Plodem je kulovitá až vejcovitá, asi 5 mm velká tobolka obsahující mnoho podlouhle hranatých semen.

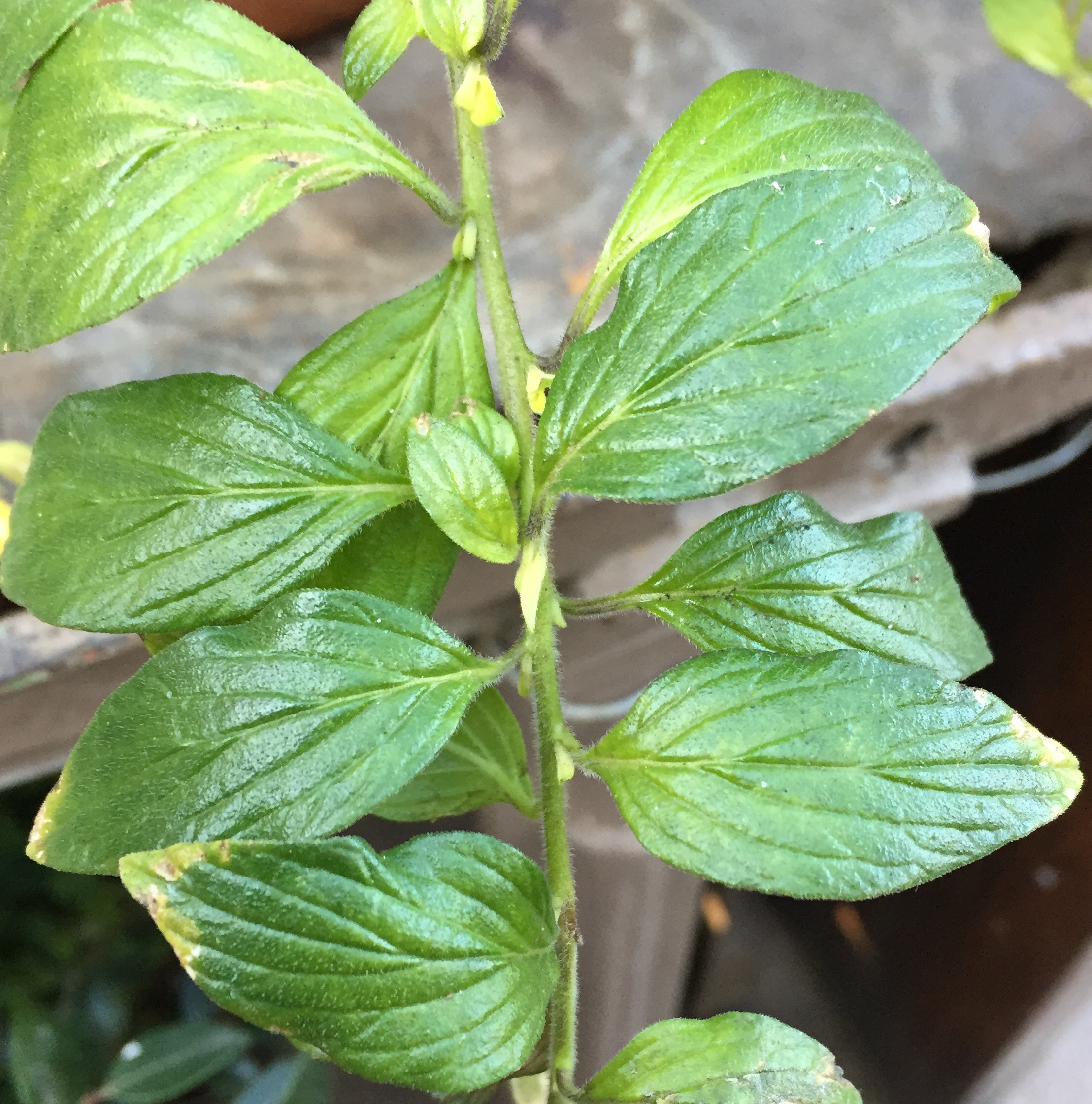
Olistění streptosolenu
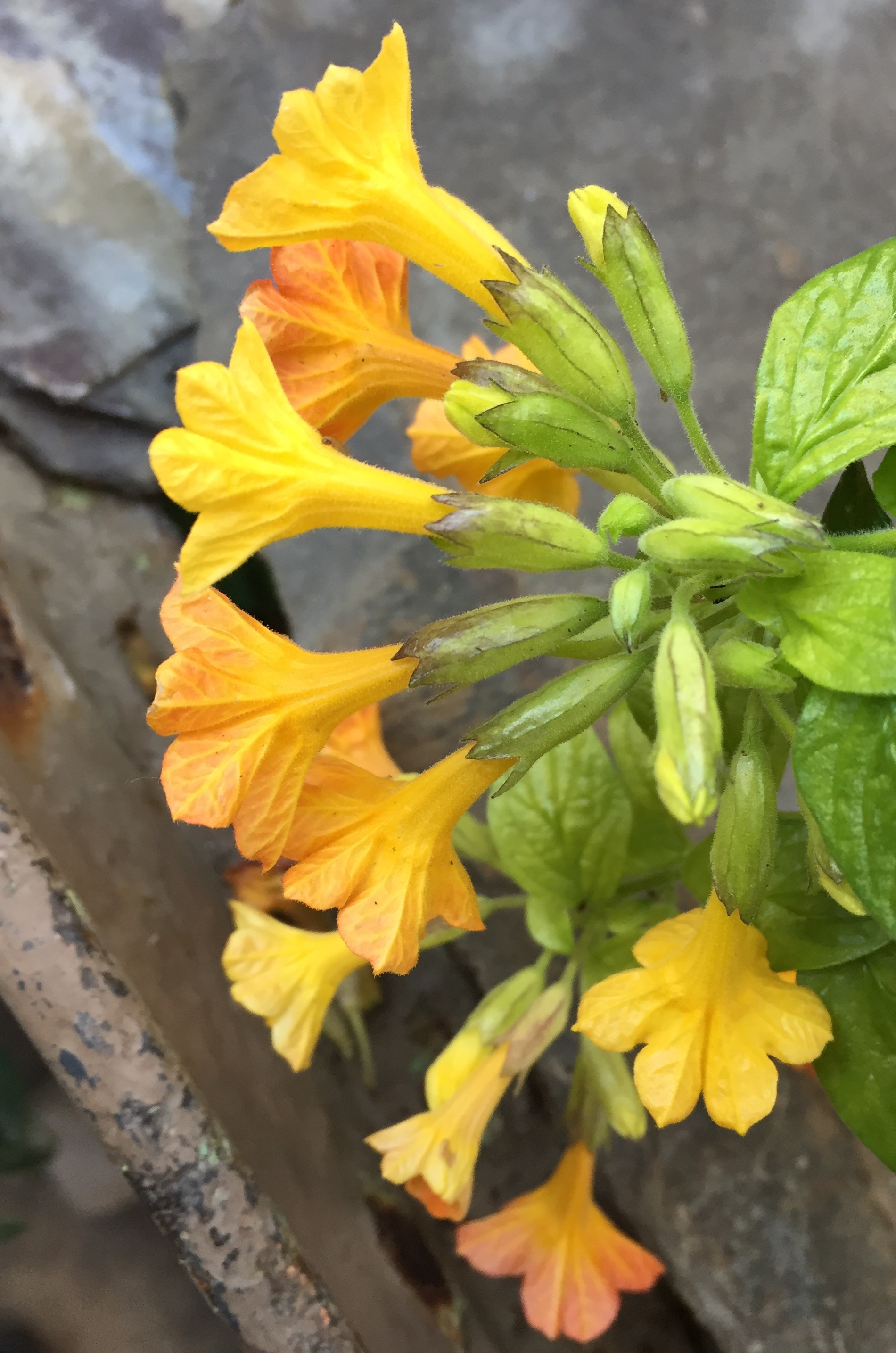
Květenství streptosolenu

## Rozšíření
Streptosolen je endemit jihoamerických And. Přirozeně se vyskytuje v Ekvádoru a Peru, činností člověka se však rozšířil i do Kolumbie, Venezuely a Bolívie
Je to charakteristický druh řídké křovinné vegetace v suchých vnitroandských údolích v nadmořských výškách od 1500 do 3500 metrů. Místy zasahuje i do spodních pater alpínského biotopu páramo (tzv. subpáramo) nebo roste v řídkých montánních stálezelených či poloopadavých lesích. Vyskytuje se také v sekundární a narušené vegetaci.
Jako okrasná rostlina byl introdukován i do jiných horských oblastí tropů, zejména do Afriky, Střední Ameriky, východního Himálaje a Indočíny.

## Ekologické interakce

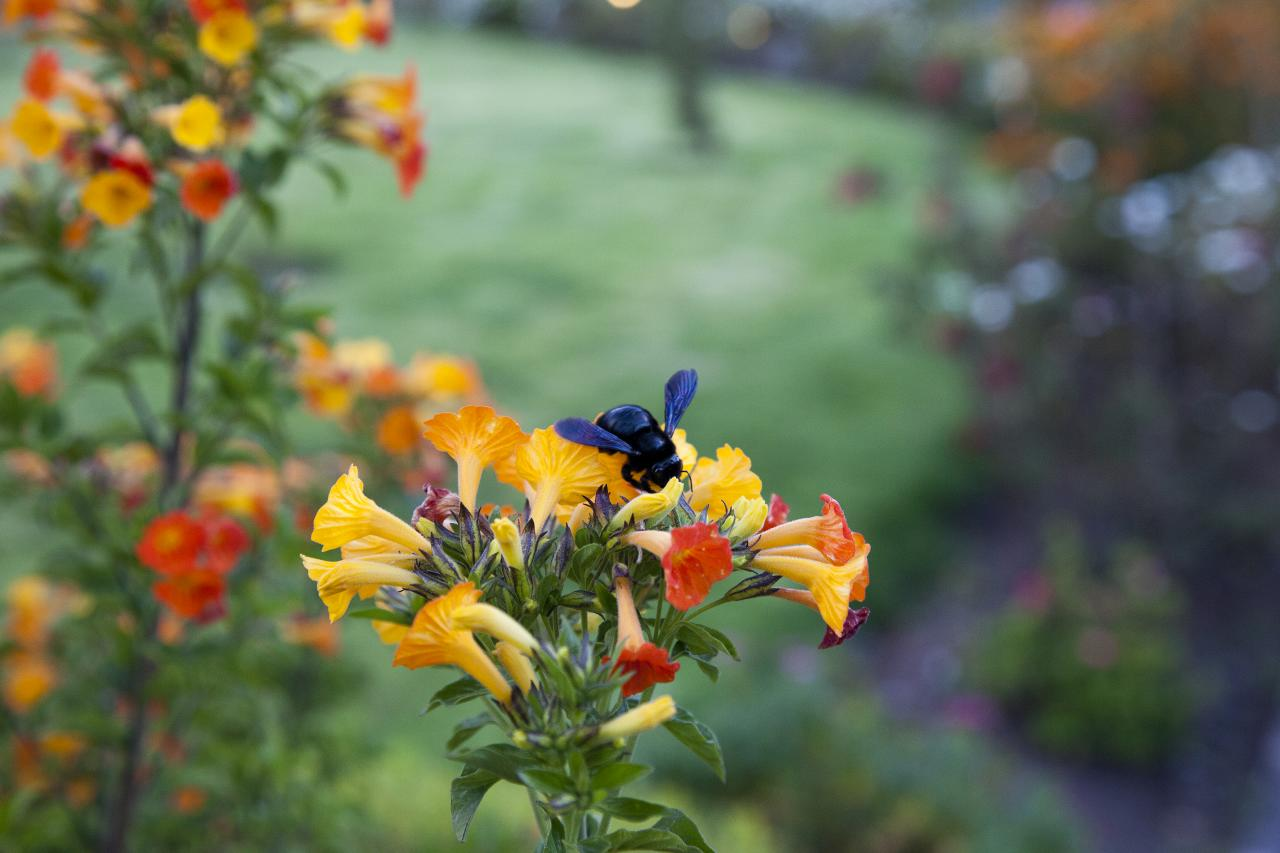
Drvodělka na květech streptosolenu

Za hlavní opylovače streptosolenu jsou považováni kolibříci. O vazbě na kolibříky svědčí kromě barvy a morfologie květů i tvorba hojného nektaru a pouze slabě vonné květy. Květy vyhledává v severních oblastech Jižní Ameriky například kolibřík Poortmanův (Chlorostilbon poortmani). Často je navštěvují také motýli.
Bylo zjištěno, že květy jsou schopny zpětného vstřebávání nevyužitého nektaru.

## Obsahové látky
Streptosolen obsahuje podobně jako většina jiných lilkovitých rostlin alkaloidy, z nichž bývá uváděn zejména anabasin, alkaloid strukturně blízký nikotinu a známý například z tabáku. Rostlina obsahuje také steroidy (sapogenin).

Strukturní vzorec alkaloidu anabasinu

## Taxonomie
Rod Streptosolen je v rámci čeledi Solanaceae řazen do podčeledi Cestroideae a tribu Browallieae. Nejblíže příbuzným rodem je Browallia.
Rostlina byla poprvé popsána Georgem Benthamem v roce 1846 jako Browallia jamesonii, 4 roky později ji John Miers přeřadil do nového rodu Streptosolen.

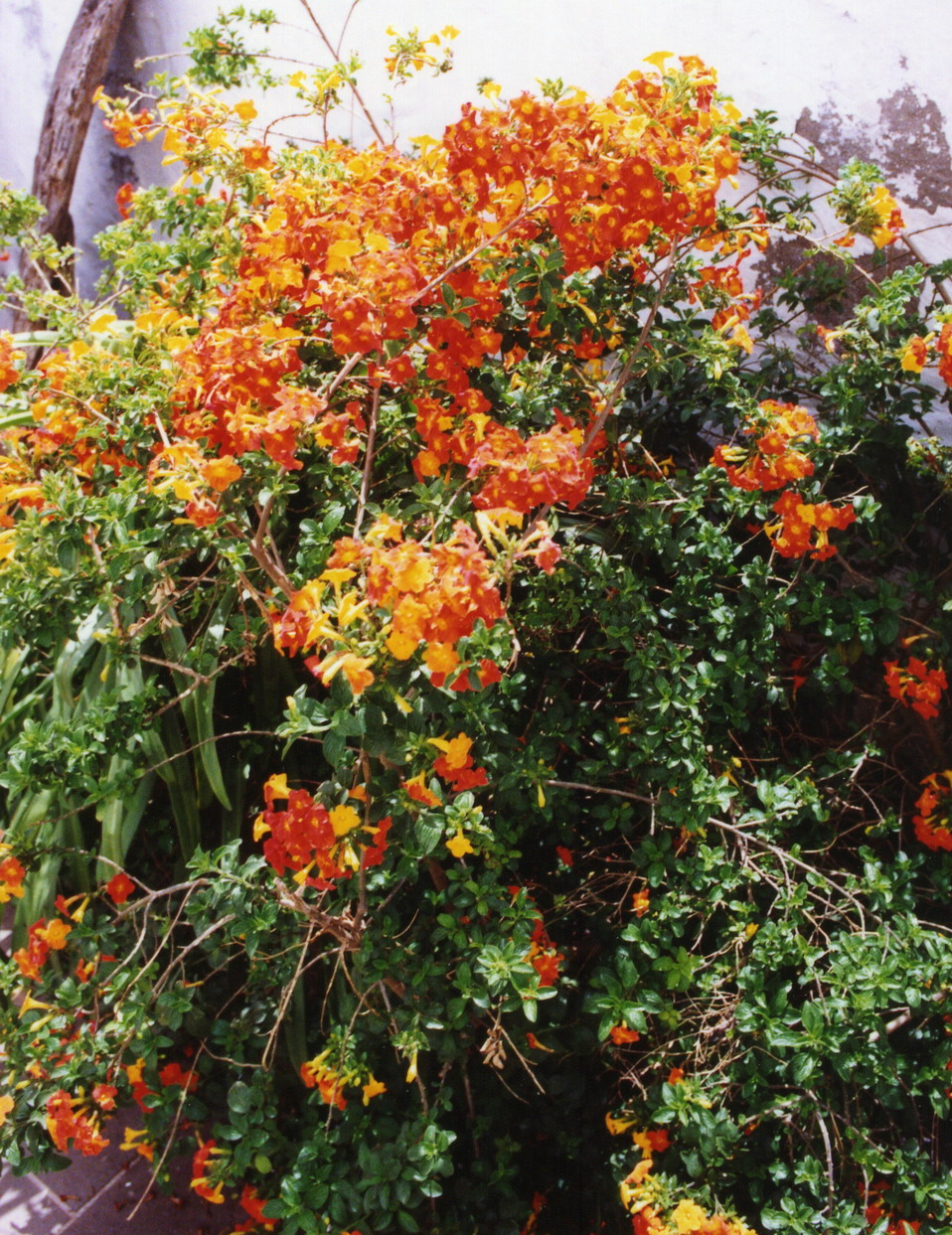
Streptosolen jako okrasný keř na Kanárských ostrovech

## Význam a pěstování
Streptosolen je v tropech a subtropech pěstován jako okrasný keř. V klimaticky příhodných oblastech kvete po celý rok.
Vyžaduje plné slunce a výživnou, dobře propustnou, neutrální zeminu. Je odolný vůči suchu. Mimo vegetační období by měla být zálivka omezená. Na jaře nebo po odkvětu je vhodné zastřihnout staré, odkvetlé výhony.
Množí se v létě měkkými nebo polovyzrálými řízky. Při pěstování ze semen trvá dlouho, než rostliny poprvé vykvetou.
Není mrazuvzdorný, i když slabý mráz přečkat může (zóna odolnosti 9b až 11). V oblastech mírného pásu je možno jej pěstovat jako kbelíkovou rostlinu.
V českých botanických zahradách se s ním lze setkat jen zřídka. Je uváděn ze sbírek Pražské botanické zahrady v Tróji, kde je vysazen v horské sekci skleníku Fata Morgana.